# Elaphe zoigeensis
Elaphe zoigeensis là một loài rắn trong họ Rắn nước. Loài này được Huang, Ding, Burbrink, Yang, Huang, Ling, Chen & Zhang mô tả khoa học đầu tiên năm 2012.